# Festival MURAL
Le Festival MURAL est un festival international annuel d'art urbain. Il a lieu en juin à Montréal, Québec, Canada. Inauguré en 2013, il vise à célébrer la démocratisation de l'art de rue à Montréal.

## Description
Chaque année, des artistes tant locaux qu'internationaux sont invités à participer et à partager leur point de vue artistique. Se réclamant du mouvement de la culture libre, le festival prévoit que toutes les peintures murales créées entrent immédiatement dans le domaine public en tant qu'œuvre libre, libérant les droits d'auteur. Les murales peuvent donc être photographiées et les photos publiées. Le festival a été décrit par son cocréateur d'« extension du Mile End », sa mission autoproclamée étant de « démocratiser l'art ».
Le festival est gratuit et ouvert à tous. Il a lieu sur le boulevard Saint-Laurent, la rue Sherbrooke et l'avenue du Mont-Royal. Les partenaires principaux sont Fido, LNDMRK et la Société de développement du boulevard Saint-Laurent. Il existe également d'autres partenaires tels que Hennessy, Red Bull et Poppers qui sont liés aux vendeurs de rues présents lors de l'évènement.
L'événement a remporté beaucoup de succès jusqu'à présent et a même remporté le Grand Prix du tourisme du Québec dans la région de Montréal (pour la catégorie budgétaire de 300 000 $ à 1 000 000 $). Le festival MURAL est également populaire sur les plateformes de médias sociaux tels que Instagram.

## Artistes représentés
| Année | Artistes |
| ----- | --- |
| 2013  | A'SHOP, Bonar, Chris Dyer, Christina Angelina, En Masse, Escif, Gaia, Jason Botkin, LNY, Omen, Autre, Paria Crew, Phlegm, Pixel Pancho, Reka One, ROA, Stare & Tchug, WZRDGNG                                                                           |
| 2014  | 123KLAN, 2501, Alex Scaner, Alexis Dias, BEZT DA ETAM CRU, Bryan Beyung, Cyrcle, Inti, Kashink, Kevin Ledo, Labrona, Rone, RRDB, Seth, VILX, ZEMA, ZILON, Zoltan                                                                                        |
| 2015  | 2ALAS, Astro, Axel Void, Benny Wilding, Bicicleta Sem Frei, Curiot, Earth Crusher De A'Shopi, Elian, Eric Clement, Faith 47, Jarus, Jaz, MC Baldassari, Melissa Del Pinto, MONK. E, Nychos, Opire                                                       |
| 2016  | Acidum Project, Buff Monster, D * FACE, FAFI, Felipe Pantone, Five Eight, FONKI, GREMS, HSIX, Jonathan Bergeron, Klone Yourself, Maser, Mateo, Meggs, Miss Teri, Natalia, Rak, Roadsworth, Stikki Peaches, X- Rayon                                     |
| 2017  | 1010, Ayadin Matlabi & Miss Me Vision Mondiale, Dodo Ose, Fintan Magee, FLUKE, HOARKOAR, INSA, Jason Wasserman, Kevin Ledo, MADC, Monosourcil, MORT, NuriaMora, OLA VOLO, ONUR, Ricardo Cavolo, Ron English, Ruben Sanchez, Sbuone, SCRIBE              |
| 2018  | ASVP, Ben EIne, CRYPTIK, CYRCLE, DEMSKY, Drew Merritt, Jeremy Shantz, Kate, Raudenbush, Le Monstr, LSNR, Marc Sirus, Michael Reeder, PONI & Cyrielle Tremblay, Sandra Chevrier, Saner, Sara Erenthal, Smithe, STARE, Tristan Eaton, Waxhead, WHATISADAM |

## Histoire

### 2013
L'édition inaugurale du festival a lieu en juin 2013. Au cours de l'événement de quatre jours, plus de 25 artistes de rue locaux, nationaux et internationaux ont travaillé séparément ainsi que de façon collaborative sur vingt façades choisies pour l'occasion. Le boulevard Saint-Laurent est alors fermé à la circulation automobile entre les artères Sherbrooke et Mont-Royal. Tous les soirs, des activités sont organisées sur les lieux. Le festival se termine par un spectacle musical gratuit présenté en collaboration avec Osheaga, l'Oshee & Aga Block Party, avec plusieurs DJs dont Ryan Emsworth.

### 2014
En 2014, MURAL s'est tenu du 12 au 15 juin 2014. C'est au cours de cette édition que le festival a lancé Le Market, une boutique éphémère dans le Parc du Portugal. Ce marché permet aux festivaliers de découvrir l'orffre de magasins locaux tout en écoutant de la musique venant d'une scène sur place. MURAL a travaillé avec ExCentris Cinema pour présenter des projections de courts métrages ayant pour sujet le street art et de graffitis. Un MURAL Block Party quotidien donnait lieu à des concerts dans le stationnement de la galerie Station 16 sur Saint-Laurent. L'artiste parisien Kashink a peint cette année la fresque sponsorisée du festival si situant au même lieu. Cette murale remplace la murale En Masse exposée lors du festival de l'année précédente,. En 2014, le festival coopère avec la rue St. Laurent grâce à l'aide de l'agene marketing LNDMRK. Le projet s'inscrit dans un projet de revitalisation de la rue, jusque là perçue de manière moins favorable .

### 2015
L'édition de 2015 de MURAL a vu le festival être prolongé de 4 jours à 11 jours, soit du 4 juin au 14 juin. Ce changement coïncidait alors avec le week-end du Grand Prix de Montréal. Le boulevard Saint-Laurent a de nouveau été fermé à la circulation de la rue Sherbrooke à l'avenue Mont-Royal, afin de permettre aux artistes et aux festivaliers de profiter plus aisément du festival. Vingt nouvelles murales ont été créées pour le festival de 2015, portant à 50 le nombre de fresques créées depuis les débuts du festival. Cette édition a également permis aux visiteurs de prendre part à des visites guidées et d'assister à des films sur le sujet. Le Market a continué, permettant aux festivaliers de magasiner dans les étals du marché local et de visiter des galeries d'art de rue. La fermeture de la ru Saint-Laurent ne fait toutefois pas l'unanimité: les résidents du quartier citent le festival comme une nuisance alors que la circulation dans le quartier est affectée. Ils se plaignent également de n'avoir pas été consultés ou trop peu. La Société de développement du boulevard Saint-Laurent (SDBSL) quant à elle tente de rassurer les résidents inquiets et soutient qu'une étude sera faite durant et après le festival pour en évaluer les conséquences.

### 2016
La quatrième édition de MURAL s'est déroulé du 9 au 19 juin, gardant la durée de 10 jours inaugurée l'année précédente . En 2016, le co-organisateur de MURAL, André Bathalon, a pour objectif de permettre aux participants de regarder les artistes au travail, afin de pouvoir apprécier le détail et la planification que demande une murale . Le festival de 2016 présente des artistes de renommée mondiale de 8 pays différents. En tout, 29 artistes locaux, nationaux et internationaux participent à cet édition Cinq peintures murales réalisées dans les années précédentes ont été remplacées par de nouvelles. Le festival «commence» par une  «murale centrale»: celle-ci débute derrière les bureaux du LNDMRK, remonte la rue St-Dominique et le côté est de St-Laurent puis descend la rue Clark - tous ces espaces sont exclusivement piétonniers pendant toute la durée du festival . En 2016, le Festival MURAL a été officiellement reconnu comme le «plus grand rassemblement d'art urbain en Amérique du Nord, apportant l'héritage public permanent de MURAL à plus de 60 œuvres majeures» . Pour une deuxième année consécutive, le festival bénéficie d'une subvention de 50,000$ de la Ville de Montréal .
Le rappeur ScHoolboy Q s'est produit sur la scène du Market de la rue Saint-Laurent.

### 2017
L'édition 2017 du festival s'est déroulé du 8 au 18 juin. MURAL cherche à établir sa place comme l'un des plus grands événements d'art urbain au monde. L'offre de cette année est particulièrement variée, incluant des murales, de la musique, des expositions, ainsi que des installations éphémères, des conférences, et des films et leurs boutiques éphémères locales .
Cette année, les murales s'étendent jusqu'au Vieux-Montréal, incluant l'association des commerçants locaux. La zone de concert sur St-Laurent est reconfigurée afin de pouvoir accueillir plus de visiteurs. Le chanteur Post Malone s'y produit notamment.
Une vingtaine de nouvelles murales sont créées cette année, allant du Quartier des spectacles jusqu'au Mile End. L'artiste Canadien Aaron Li-Hill est invité à réaliser une installation artistique qui restera sur le boulevard Saint-Laurent tout l'été. L'artiste local Kevin peint la murale maintenant célèbre à l'effigie du chanteur Montréalais Leonard Cohen à l'occasion du festival.

### 2018
Cette 6e édition du Festival MURAL s'est déroulée du 7 au 17 juin. Après plusieurs années de croissance rapide depuis 2012, MURAL commence a "trouver son rythme" cette année
Cette année, MURAL Festival a présenté une large installation artistique permanente développée par Cyrcle, un duo d'art de rue de Los Angeles. Cette œuvre d'art s'étend sur deux étages du stationnement souterrain du siège social de Lune Rouge, une compagnie de divertissement au centre-ville de Montréal. Une autre installation d'envergure a été présentée sur l'avenue Parc par l'artiste Californien Michael Reeder.
Le festival de 2018 a accueilli plus de 1,5 million de visiteurs. Vu l'ampleur des festivités, le festival a apporté quelques modification a son offre. Le marché sur Saint Laurent s'est agrandi, offrant plus d'espaces de vente au détail et de restauration. Le festival a également lancé une expérience VIP payante, qui offrait aux festivaliers des rabais sur les consommations, un accès exclusif à de nombreux événements musicaux et aux conférences, ainsi qu'un billet pour une visite guidée des murales et la chance de rencontrer à la fois des artistes et des influenceurs . Un article de Montreal Gazette mentionne que le festival «caractérise le cachet de Montréal, réunissant un large éventail de talents éclectiques pour créer quelque chose de captivant» . Malgré sa popularité, cette édition du festival été critiquée pour son expansion trop rapide . Les musiciens se produisant sur scène en 2018 ont inclus Playboi Carti, Pusha T et Maky Lavender.